# Підрозділи «Мертва голова»

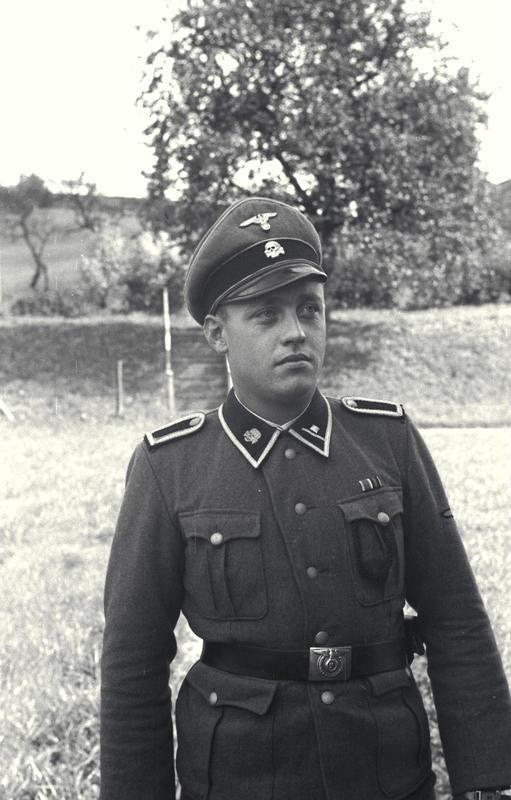
Шарфюрер підрозділу «Мертва голова» (Маутгаузен)

Підрозділи «Мертва голова» (нім. SS-Totenkopfverbände, SS-TV) — підрозділ СС, що відповідав за охорону  концентраційних таборів.
Підрозділи розміщувалися в концтаборах на території Німеччини, таких, як Дахау і Бухенвальд, також в окупованій німцями Польщі (Аушвіц), та  Маутгаузен у Австрії, а також численних інших концтаборах і таборах смерті.
Підрозділи «Мертва голова» були незалежними підрозділами СС, зі своїм власним штатом і командною структурою. Ці підрозділи несуть основну відповідальність за масові вбивства в'язнів таборів.
Зображення «Мертвої голови» (нім. Totenkopf), череп зі схрещеними кістками, службовці SS-TV носили не тільки як кокарду на кашкеті, але і в петлицях.
З початком Другої світової війни з підрозділів «Мертвої голови» також утворюють декілька повноцінних військових підрозділів Ваффен СС.

## Історія

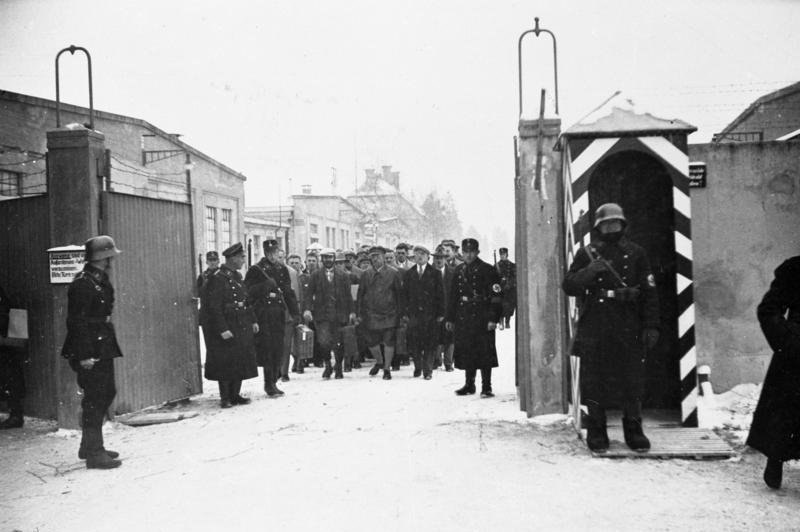
Концтабір Дахау, 1933 рік

Створення SS-TV почалося 26 червня 1933 рік а, коли рейхсфюрер-СС Генріх Гіммлер призначив оберфюрера СС Теодора Ейке начальником першого нацистського  концтабору у Дахау.
Під час винищення верхівки СА у 1934 році бойовики підрозділів СС «Мертва голова» та лейбштандарту «Адольф Гітлер» безпосередньо заарештовували колишніх поплічників Гітлера. Керував підрозділами «Мертва голова» Теодор Ейке. Саме Ейке було доручено знищення керівника СА Ернста Рема. За успішно виконане завдання Ейке був підвищений до группенфюрера та призначений Інспектором концентраційних таборів СС і командиром охоронних підрозділів СС (нім. Inspekteur der Konzentrationslager und SS-Wachverbände).
У 1935 році підрозділи «Мертва голова», разом з іншими підрозділами СС, переведені до бюджету поліції.
У 1938 році після приєднання Австрії до Німеччини (Аншлюс), у Австрії з'явився концтабір  Маутгаузен, побудований арештантами з Дахау.
З 1938 року центральний апарат інспекції перенесено до Оранієнбургу.
На 1939 рік у складі підрозділів «Мертва голова» налічувалося п'ять штандартів: 1-й штандарт «Верхня Баварія» (розміщувався у Дахау), 2-й штандарт «Бранденбург» (розміщувався у Бухенвальді), 3-й штандарт «Тюрингія» (розміщувався у Заксенгаузені), 4-й штандарт «Остмарк» (розміщувався у Маутгаузені), 5-й штандарт «Дітріх Екарт». Також два штурмбанни розміщувалися у Бреслау.
З початком Другої світової війни підрозділи «Мертвої голови» беруть участь у військових операціях разом з Ваффен-СС. Один з перший військових підрозділів був батальйон СС-Хаймвер «Данціґ», який брав участь у взятті міста Данціґ.
У жовтні 1939 року у складі Ваффен-СС із службовців SS-TV 1,2,3, 4 штандартів, та Хаймвера-СС «Данциг», була сформована дивізія СС «Мертва голова», та ще декілька піхотних та кінний підрозділів тієї ж назви. Охороною концтаборів здебільшого займалися резервісти похилого віку, а також члени підрозділів які не досягли призовного віку.
У 1940 році підрозділи «Мертва голова» увійшли до складу Головного адміністративно-господарського управління СС під керівництвом обергруппенфюрера СС Освальда Поля.
У 1941 році всі частини «Мертва голова» (також і охорона концтаборів) були зараховані до Ваффен-СС. Охоронцям було видано стандартний сірий однострій Ваффен-СС, знаки розрізнення та розрахункові книжки. Ставши частиною Ваффен-СС, табори потрапили до Головного управління СС. З 1941 до 1944 року, кількість концтаборів збільшилася до 20 офіційних, та ще 150 неофіційних.
Навесні 1941 року з 6-го, 7-го та 9-го штандартів «Мертвої голови» (до яких був приєднаний батальйон зв'язку зі складу дивізії посилення СС) було утворено бойову групу «Норд», яку було оправлено до Фінляндії. Наприкінці того ж року бойова група була розгорнута у гірську дивізію СС «Норд». Особовий склад бойової групи (пізніше дивізії) певний час використовував петлиці з мертвою головою, які пізніше були замінено на стандартні петлиці Ваффен-СС.
В тому ж році з двох кінних штандартів «Мертва голова», у складі загонів «Мертва голова» була утворена Кавалерійська бригада. Командувачем нового підрозділу став штандартенфюрер СС Герман Фегелейн, зять Єви Браун. Обов'язками бригади стала анти партизанська діяльність.
У 1943 року группенфюрер СС Оділо Глобочник отримав від Гіммлера дозвіл на формування загону охоронців з росіян. Підготовку вони отримували у Травниках (біля Любліну). Документи таких охоронців відрізнялись від документів охоронців-німців. Однострої здебільшого використовувалися не сірі (Ваффен-СС), а чорні (як у Альгемайне СС), з облямівкою комірів світло-зеленим чи світло-блакитним кантом.
У травні 1944 року рейхсфюрер СС Генріх Гіммлерперевести 10000 резервістів до підрозділів охорони концтаборів. Також є випадки переведення військовиків з Люфтваффе та Крігсмаріне.
В зв'язку з тим, що бійці Ваффен-СС (навіть особовий склад дивізії «Мертва голова») дистанціювалися від охоронців концтаборів, наказом № 539/44 від 5 червня 1944 року, Гіммлер вводить нові емблеми петлиці для охоронців (постійних чи тимчасово призначених до таборів). На відміну від особового складу дивізії «Мертва голова», які продовжували використовувати стару емблему, охоронцям наказано носики у петлиці подвійну свастику. Але широкого поширення це нововведення не набуло. Череп з кістками у петлицях й далі носили усі члени підрозділів «Мертва голова».
Після поразки Німеччини у 1945 році підрозділ було ліквідовано, а його члени переслідувалися за злочини, вчинені під час служби.

## Розташування підрозділів на 1941 рік

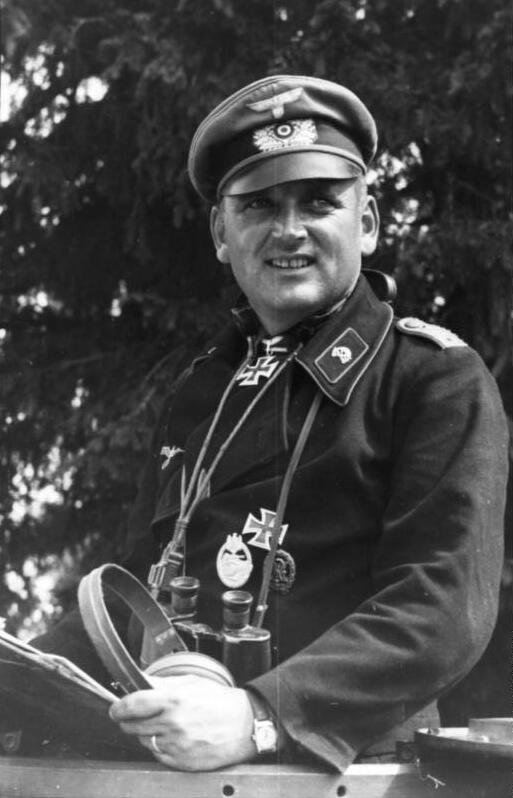
Офіцер танкіст Вермахту. Танкістські петлиці трохи нагадують петлиці підрозділів «Мертва голова».

| Штандарт                     | Розташування |
| ---------------------------- | ------------ |
| I «Верхня Баварія»           | Дахау        |
| II «Бранденбург»             | Заксенгаузен |
| III «Тюрингія»               | Бухенвальд   |
| IV «Остмарк»                 | Маутгаузен   |
| V «Дітріх Екарт»             | Оранієнбург  |
| VI                           | Прага        |
| VII                          | Брно         |
| VIII                         | Краків       |
| IX                           | Гданськ      |
| X                            | Бухенвальд   |
| XI                           | Радом        |
| XII                          | Познань      |
| XIII                         | Відень       |
| XIV                          | Бухенвальд   |
| XV                           | Плоцьк       |
| XVI                          | Дахау        |
| «Кіркенес»                   | Кіркенес     |
| «Верхня Баварія» (Резервний) | Дахау        |

## Структура концтабору
Зазвичай ієрархічний ланцюжок командування концтабору починалася з коменданта в званні, від штурмбаннфюрера СС до штандартенфюрера СС. Комендант ніс головну відповідальність за функціонування табору. Повсякденні справи, зазвичай покладалися на його ад'ютанта. Наступним в цій ієрархії йшов командир так званого «Відомства охоронного арешту» — шутцхафтлагерфюрер, який ділив свій службовий кабінет з штатним представником Гестапо. Старший офіцер нестройової служби, зазвичай мав звання гауптшарфюрера СС, займав пост рапортфюрера, який відповідав за регулярні (що проводилися тричі на день) переклички . У кожному блоці ув'язненими керували наглядачі з ув'язнених, іменувалися капо. Їх обирали найчастіше серед кримінальних елементів, а не з політичних в'язнів, євреїв чи інших в'язнів. На додаток до цього, деякі з адміністративних посад в таборі зазвичай займали ув'язнені, котрі володіли необхідними навичками. Охоронці, які підпорядковувалися черговому офіцеру, зазвичай проживали за межами території табору.

## Однострої та емблеми

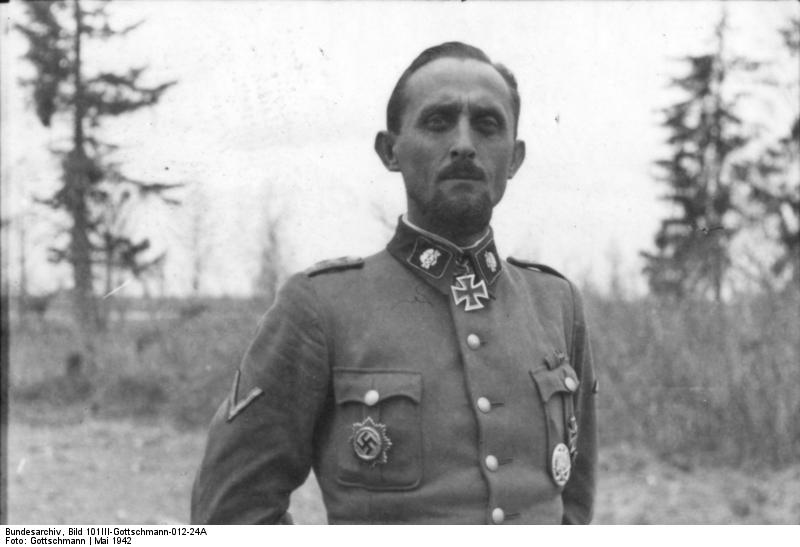
У гауптштурмфюрера СС дивізії СС «Мертва голова» Макса Сіла, емблема підрозділу на обох петлицях (1942 рік)

Створені загони «Мертва голова», використовували стандартну чорну форму СС. Відрізнялися вони лише тим, що на правій петлиці була емблема з «мертвою головою».
У 1939 році у складі Ваффен-СС було створено дивізію СС «Мертва голова». Особовий склад дивізії носив сірий стандартний однострій Ваффен-СС. Та петлицях замість рун СС, розташовувалася емблема з «мертвою головою». На лівому рукаві була чорна манжетна стрічка з емблемою, аналогічною на петлицях. Пізніше поширення набула стрічка з назвою дивізії («Totenkopf»). Всупереч загально використовуваної у СС системи знаків розрізнення (знаки розрізнення членів СС молодше штандартенфюрера, розташовувалися на лівій петлиці, на правій петлиці була емблема чи номер підрозділу) у дивізії «Мертва голова», були випадки розташування емблеми «мертва голова» на обох петлицях. Таким чином звання військовика, як і у Вермахті, вказували лише погони.
З 1941 року усім членам підрозділів «Мертва голова» було видано стандартний сірий однострій Ваффен-СС. Манжетні стрічки були відсутні.
У 1944 році вийшов наказ щодо використання охороною концтаборів нової емблеми у петлицях (у вигляді подвійної свастики), але виконання цього наказу ігнорувалося.